# 赫氏珍燈魚
赫氏珍灯鱼（学名：Lampanyctus hubbsi），又称后点珍灯鱼，为輻鰭魚綱燈籠魚目灯笼鱼科的其中一種。分布于太平洋以及南海等海域，主要生活于热带海域。该鱼為深海魚類，棲息深度可達2500公尺，體長可達3公分。

## 扩展阅读
維基物種上的相關：赫氏珍灯鱼